# جيرترود
جيرترود (بالدنماركية: Gertrud) هو فيلم دنماركي من إخراج كارل تيودور دراير، صدر عام 1964، ويُعد آخر أفلامه الطويلة.

### القصة
جيرترود، امرأة جميلة، مفعمة بالعاطفة، ومثالية النزعة، كانت مغنية أوبرا سابقة. تقرر الانفصال عن زوجها غوستاف، وهو محامٍ مرموق، بعدما فقدت العلاقة بينهما حرارتها. كان الزوجان قد اتفقا قبل الزواج على أن الانفصال سيكون الحل إذا ما فتر الحب من أحد الطرفين، وهو ما حدث بالنسبة إلى جيرترود.تترك غوستاف لأنها تحب بشدة الشاب إرلاند يانسون، مؤلف موسيقي موهوب وصاعد. غير أنها تكتشف لاحقًا أنه لا يبادلها نفس العمق العاطفي، إذ يرى فيها مجرد علاقة عابرة، مما يدفعها إلى الانفصال عنه أيضًا.بعد ذلك، تلتقي غابرييل ليدمان، الشاعر الشهير وعشيقها السابق، الذي تركته هي في الماضي لأنه لم يكن يحبها كما كانت تتمنى. يعرض عليها أن ترافقه إلى روما حيث يقيم، لكنها ترفض وتختار الرحيل وحدها.تنتهي القصة بقرارها أن تعيش بقية حياتها في عزلة، وفاءً لقناعتها المطلقة بالحب الحقيقي الذي لم تجده.

### معلومات تقنية
- العنوان الأصلي: Gertrud
- الإخراج: كارل تيودور دراير
  - مساعدين: سولفيغ إيرسغورد، ينس رافن
- السيناريو: كارل تيودور دراير، عن مسرحية للكاتب السويدي هيالمار سودربرغ
- الموسيقى: يورغن ييرسيلد
- القصائد: غريته ريسبيرغ تومسن
- التصوير: هينينغ بندتسن
- الصوت: كنود كريستنسن
- الإضاءة: أوفه هانسن
- الديكور: كاي راش
- المونتاج: إدث شلوسل
- الأزياء: بيريت نيكايير
  - أزياء جيرترود: فابييل
  - قبعات جيرترود: ويني
  - أزياء الرجال: م.غ. راسموسن
- المكياج: بوديل أوفربيه
- أماكن التصوير: صُوّر الفيلم صيف عام 1964 في استوديوهات هيليروب وفي حديقة قصر فاللو
- اللون: أبيض وأسود
- المدة: 119 دقيقة
- الطول: 3240 مترًا
- تاريخ العرض الأول:
  - في باريس: 18 ديسمبر 1964
  - في كوبنهاغن: 1 يناير 1965

### طاقم التمثيل
- نينا بينس رود: جيرترود
- بندت روتيه: غوستاف كانينغ، زوجها
- إبهه روتيه: غابرييل ليدمان، الشاعر
- بآرد أوفه: إرلاند يانسون، عازف البيانو
- أكسل ستروبيه: الدكتور أكسل نيغرين
- آنا مالبيرغ: والدة غوستاف
- كارل غوستاف أليفِلدت
- فيرا غيبوهر
- كارل يوهان هوفيد
- ويليام كنوبلاوخ
- لارس كنوتسون
- إدوار مييلكه

### حول الفيلم
- يُعد «جيرترود» آخر أفلام كارل تيودور دراير، وقد أثار الفيلم، عند صدوره، تباينًا في الآراء بين الإشادة بعمقه الفلسفي والنقد لبطئه وإيقاعه المسرحي.
- يُعرف الفيلم بأسلوبه البصري المتقشف، وحواراته المطولة، وتصويره للحب كقيمة مطلقة، لا تقبل المساومة.
- يمثل ذروة تأملات دراير في فكرة الإخلاص للمشاعر و"المطلق العاطفي".

### بيبليوغرافيا
- جيرترود، مسرحية في ثلاثة فصول من تأليف هيالمار سودربرغ، الترجمة الفرنسية بقلم جان جورديو وتيريه سيندينغ، منشورات "دو لاكيه"، 1996.
- جيرترود، باريس، مجلة "لافان-سين سينما"، العدد 335، ديسمبر 1984، يتضمن السيناريو الكامل وتفصيلات حركية الكاميرا.
- فابريس ريفو دالون، Gertrud de Carl Th. Dreyer، منشورات Yellow Now، 1988، سلسلة "Long-métrage"، العدد 4.